# Italo-salvadoregni

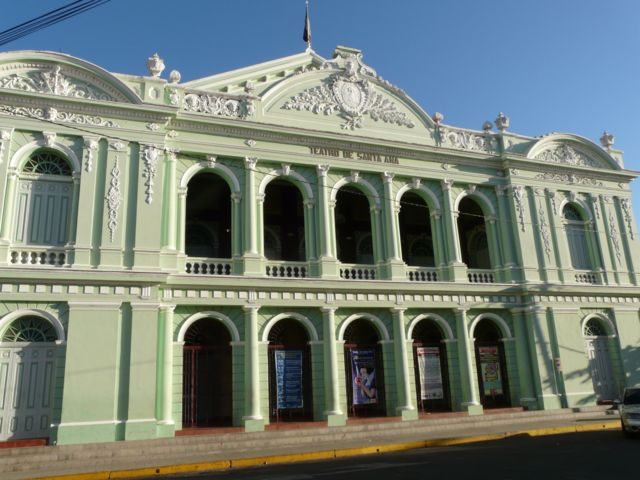
il teatro di Santa Ana, realizzato da immigrati e architetti italiani, ha una somiglianza con la Scala di Milano

Con italo-salvadoregni si intendono i cittadini di El Salvador di origine italiana o discendente di emigranti italiani.

## Caratteristiche
Al 2009 la comunità italiana in El Salvador è ufficialmente costituita da 2.300 emigrati italiani, i cittadini con origine italiana superano invece i 200.000.
La maggior parte della comunità italiana, tra italiani e italo-salvadoregni, vive nella capitale San Salvador o nei suoi dintorni, quali Santa Tecla e Santa Ana. Diversi suoi membri si sono distinti nella società, nel commercio, nell'industria e nelle arti.

## Storia

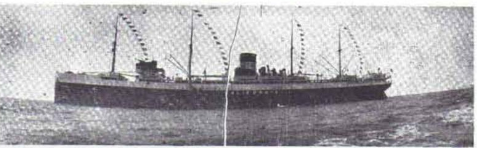
Nave di immigrati italiani nel porto di La Libertad, El Salvador

La maggior parte degli immigrati sono giunti dall'Italia tra il 1871 e la Seconda guerra mondiale, con il picco avvenuto tra il 1880 e il 1930:
Nel 1871 il governo salvadoregno attuò delle riforme e si interessò alle colonie agricole, nel 1890 arrivarono gli italiani e nel 1892 si stimavano più di 600 italiani nel territorio nazionale. Arrivarono anche i Salesiani che fondarono la loro prima scuola del Centroamerica, oltre a molti architetti, per costruire teatri come il Teatro de Santa Ana. Nel 1898 fu costituita la Sociedad de Asistencia y Beneficencia entre Italianos en El Salvador, meglio conosciuta come Assistenza Italiana, con l'obiettivo di aiutare gli italiani appena arrivati a trovare lavoro e aiutarli finanziariamente fino all'ottenimento.
Nel primo decennio del secolo tra i 3.000 e i 6.000 italiani immigrarono in El Salvador, provenienti principalmente da Campania e Piemonte, in quel periodo la nazione centroamericana era la seconda destinazione per numero di scelte dagli italiani che espatriavano in America Centrale.
Nel secondo decennio del XX secolo altre migliaia di italiani arrivarono dal sud e dal nord Italia per vari motivi, principalmente originari di Castelnuovo di Conza, Vercelli, Napoli e Torino. Questa tendenza continuò negli anni '20 quando migliaia di italiani emigrarono in cerca di lavoro e migliore qualità della vita.
| 1850–1869 | 1.000  |
| 1870-1879 | 2.500  |
| 1880-1889 | 2.000  |
| 1890-1899 | 6.500  |
| 1900-1909 | 10.000 |
| 1910-1919 | 6.000  |
| 1920-1929 | 4.000  |
| Arrivi    | 32.000 |

A partire dagli anni '30 l'immigrazione dall'Italia ha iniziato a ridursi.
Profughi italiani sono arrivati durante la Seconda guerra mondiale ma in misura minore rispetto ai tempi precedenti.
Gli italiani si adattarono facilmente e si assimilarono al paese e iniziarono anche a distinguersi, principalmente nel commercio e nell'industria.
Durante la metà del XX secolo, un musicista figlio di emigranti napoletani, Francisco Palaviccini, compose musiche nazionali che oggi sono considerate cultura e musica nazionali.
Tra il 1989 al 1994, il presidente di El Salvador è stato Alfredo Cristiani, di origine italiana.